# Sobreendeudamiento
El sobreendeudamiento o exceso de deuda es la imposibilidad del deudor para pagar sus deudas, excluyendo las deudas tributarias, tras pasar por una dificultad que afecta a su capacidad de generar ingresos. El sobreendeudamiento perjudica considerablemente al consumidor de buena fe, cuyo propósito inicial era pagar sus deudas, pero dejó de hacerlo por una razón imprevista y ajena a su voluntad.
De forma más general,  es la condición de un actor económico (un individuo, una familia, una empresa o un país) con una deuda tan grande que le resulta difícil pedir prestado más dinero, incluso cuando ese nuevo préstamo sería objetivamente una buena inversión que se amortizaría con creces.
Este problema surge, por ejemplo, si una empresa considera un nuevo proyecto de inversión cuyo valor actual neto (VAN) sobre el papel es positivo, pero no puede aprovechar la oportunidad de inversión porque su deuda es ya demasiado elevada. Debido a ello, los accionistas se mostrarán reacios a invertir en este proyecto, ya que la mayor parte de los beneficios irían a los acreedores. Además, los tenedores de deuda no financiarán a la empresa si esta no puede convencerlos de que el proyecto no fracasará.
La situación de sobreendeudamiento surge cuando se espera que los acreedores de una empresa reclamen los beneficios del nuevo proyecto, o una parte muy significativa, y esto hace que su VAN se convierta en negativo.

## Descripción general
El resultado de tener una deuda excesiva es que cualquier ganancia generada por nuevos proyectos de inversión va parcial o totalmente a los acreedores. Una empresa sobreendeudada no puede emitir nueva deuda júnior, porque es probable que incurra en impago. Es más, un mayor endeudamiento empeorará los problemas de sobreendeudamiento en lugar de mejorarlos. Además, los accionistas de la empresa pueden no querer emitir nuevas acciones, porque eso los obliga a hacer frente a algunas de las pérdidas que habrían tenido que soportar los acreedores junior. Debido a ello, la empresa se niega a financiar proyectos, aunque tengan un VAN positivo. Este problema fue discutido por primera vez por Myers (1977).
El sobreendeudamiento puede afectar a empresas o bancos con deuda muy elevada, pero solventes en el sentido de que el valor de sus activos excede el valor de sus pasivos. El sobreendeudamiento también impide que las empresas insolventes, cuyos activos valen menos que sus pasivos, se recuperen de sus problemas. La quiebra, que adopta la forma de reorganización del Capítulo 11 de la ley estadounidense, puede solucionar los problemas de sobreendeudamiento de los bancos insolventes. Las reorganizaciones por quiebra o suspensiones de pagos exitosas permiten a las organizaciones reducir sus niveles de deuda y que los nuevos accionistas disfruten una parte suficiente de las ganancias de las nuevas inversiones como para que aprueben nuevos proyectos que tengan un valor actual neto esperado positivo.
El concepto de sobreendeudamiento se ha aplicado a gobiernos soberanos, predominantemente en países en desarrollo (Krugman, 1988). Describe una situación en la que la deuda de un país excede su capacidad futura para pagarla. El sobreendeudamiento en los países en desarrollo fue la motivación detrás de la exitosa campaña Jubileo 2000. Se han lanzado programas como el de los Países pobres muy endeudados (HIPC por sus siglas en inglés) o la Iniciativa Multilateral de Alivio de la Deuda (MDRI por sus siglas en inglés) para paliar esta situación.

## Índice de endeudamiento
Por lo general, los índices de endeudamiento se calculan para las empresas, pero estos también aplican a las personas.
El índice se calcula de la siguiente manera:
{\displaystyle IE={\frac {\Sigma (deudas)}{\Sigma (ingresos)}}}
donde:
{\displaystyle IE} = índice de endeudamiento
Se establece que una o varias deudas que no pueden ser cubiertas cuando el deudor tiene imposibilidad a la hora de pagarlas y por tanto, se podría producir un incumplimiento ante deudas exigibles o vencidas.
Por ejemplo, con un índice de endeudamiento del 46,6%, un hogar debe destinar cerca de la mitad de sus ingresos al pago de sus deudas.
Cuanto más alto es el índice, mayor es el grado de endeudamiento del actor económico, y mayor su apalancamiento financiero.

## Tipos y causas del sobreendeudamiento
Existen dos tipos de sobreendeudamiento, el activo por parte del usuario y el pasivo por una causa ajena a su control. Cuando la institución financiera no considera la capacidad de pago y endeudamiento en otras instituciones financieras también se puede producir sobreendeudamiento.

## El sobreendeudamiento y la crisis financiera de 2007-2008
El problema del sobreendeudamiento fue utilizado como justificación por los gobiernos para inyectar capital a los bancos de todo el mundo después del colapso de Lehman Brothers en septiembre de 2008 y las posteriores caídas de los mercados bursátiles mundiales. Sin embargo, durante la crisis financiera de 2007-2008, muchos gobiernos, incluido el de Estados Unidos, compraron principalmente acciones preferentes de nueva emisión.
La idea que está detrás es que un banco sobreendeudado no presta. Si los bancos no prestan, la economía se resiente (restricción del crédito, o credit crunch). Por eso el Estado inyecta dinero de los contribuyentes en los bancos sobreendeudados, para que puedan prestar. Pero sucede a menudo que el dinero se inyecta y los bancos siguen sin prestar, por diversas razones, como falta de demanda o empleo del dinero inyectado en otros fines.
Las acciones preferentes son similares a la deuda en el sentido de que se pagan antes que las acciones ordinarias; también pagan dividendos regulares que son similares a los intereses. Así, las inyecciones de capital del Programa de Compra de Capital del TARP (Programa de Alivio de Activos en Problemas ) en Estados Unidos pueden haber hecho poco para curar los problemas de sobreendeudamiento en los bancos más grandes del país. 
Las investigaciones académicas sugieren que si el Estado comprara acciones comunes o activos tóxicos de bancos con problemas, el problema del sobreendeudamiento se corregiría mejor. Sin embargo, si un banco es muy insolvente, los subsidios tendrán que ser extremadamente grandes para corregir los problemas de sobreendeudamiento y deuda no garantizada, y los accionistas preferentes pueden tener que soportar algunas pérdidas.
Las entrevistas con muchos ejecutivos bancarios revelaron que muchos bancos no estaban ansiosos por aumentar los préstamos después de recibir los fondos del TARP. El Panel de Revisión del Congreso, creado para supervisar el TARP, concluyó el 9 de enero de 2009 que, «Aunque los bancos aún no han recibido la mitad del dinero, se han inyectado cientos de miles de millones de dólares en el mercado sin efectos demostrables en los préstamos».

## Sobreendeudamiento macroeconómico estructural
Esto ocurre si en una economía existe una brecha de producción latente, que se cubre repetidamente mediante la creación de crédito, cuya acumulación resulta en un sobreendeudamiento. Visto de otro modo, de una tendencia a largo plazo a acumular deuda se puede deducir la existencia de un subempleo estructural latente. 
Sucede a menudo que prestamistas privados (bancos) prestan demasiado audazmente, ya sea a individuos que luego no pueden pagar su hipoteca, a empresas o a países en desarrollo, basándose en los ingresos del deudor en el momento del préstamo, sin tener en cuenta que esos ingresos pueden disminuir si la expansión (economía) se torna en recesión. Cuando esos bancos son rescatados, la deuda privada que tenían se transforma en deuda pública, y el montante total de deuda de la economía sigue creciendo.